# خوزه بکستر
خوزه بکستر (انگلیسی: Jose Baxter؛ زادهٔ ۷ فوریهٔ ۱۹۹۲) یک بازیکن فوتبال اهل بریتانیا است.